# Labrador Health Centre
Het Labrador Health Centre (afgekort LHC) is een ziekenhuis in de gemeente Happy Valley-Goose Bay in de Canadese provincie Newfoundland en Labrador. Het is het grootste van de twee ziekenhuizen in de uitgestrekte regio Labrador.
Het ziekenhuis stond steeds onder het toezicht van Labrador-Grenfell Health, totdat deze gezondheidsautoriteit op 1 april 2023 opgeheven werd en fuseerde tot één enkele provinciale entiteit, namelijk de Newfoundland and Labrador Health Services.

## Organisatie
Het ziekenhuis heeft een capaciteit van 25 bedden, een permanent geopende spoeddienst en een door huisartsen bemande polikliniek. Elke in het Labrador Health Centre actieve huisarts is tegelijk verantwoordelijk voor de medische zorg van een gemeenschap aan de noordkust (als bezoekend arts in een van de gemeenschapsklinieken aldaar). Dit mede vanuit de logica dat het LHC dienstdoet als referentieziekenhuis voor alle noordelijke gemeenschappen van Labrador.
De voertaal in het ziekenhuis is het Engels, met weliswaar de nodige aandacht voor de in de streek in groten getale aanwezige Inuit en Innu. Zo is er een kantoor gevestigd van de Labrador Inuit Health Commission Office (waar men terechtkan in het Inuktitut) en daarnaast is er ook een tolk aanwezig voor sprekers van het Innu.

## Zorg
In het ziekenhuis wordt acute zorg voorzien op onder meer de spoeddienst, op de dienst verloskunde en in zowel kleine als grote operatiekamers. Specialisten zijn onder meer een algemeen chirurg, een anesthesist en een verloskundige/gynaecoloog. De in het LHC aangeboden acute zorg wordt ondersteund door een breed scala aan diensten en onderzoeks- en zorgaspecten, waaronder:
| - Beademingstherapie - Diagnostische beeldvorming - Dialyse - Diëtist - Ergotherapie - Fysiotherapie | - Laboratorium - Logopedie - Oncologie/chemotherapie - Polikliniek - Psychologische bijstand - Verslavingszorg |

In het ziekenhuis maar ook in andere eraan verbonden sites in Happy Valley-Goose Bay worden er aan de bevolking ook diverse aspecten van gemeenschapsgezondheidsverpleegkunde aangeboden, waaronder eerstelijnszorg, gezondheidsbevorderend onderricht, algemene jeugdzorg en screenings ter voorkoming van baarmoederhalskanker. Het Labrador Health Centre is ook een centraal punt voor thuisverpleegkundigen die zorg aanbieden bij mensen uit de regio.

## Opleiding
Het ziekenhuis heeft een onderwijsovereenkomst met de Memorial University of Newfoundland. Huisartsen worden er opgeleid onder toezicht van docenten van deze universiteit.